# Ordre de bataille unioniste de Champion Hill
Les unités et commandants suivants de l'armée de l'Union ont combattu lors de la bataille de Champion Hill de la guerre de Sécession. L'ordre de bataille confédéré est indiqué séparément. L'ordre de bataille est compilé à partir de l'organisation de l'armée, les retours des victimes et des rapports.

## Abréviations utilisées

### Grade militaire
- MG = Major général
- BG = Brigadier général
- Col = Colonel
- Ltc = Lieutenant-colonel
- Maj = Commandant
- Cpt = Capitaine
- Lt = Lieutenant

### Autre
- (b) = blessé
- mb = mortellement blessé
- † = tué
- (PDG) = capturé

## Armée du Tennessee
MG Ulysses S. Grant

### XIIIe corps
MG John A. McClernand
Escorte:
- 3rd Illinois Cavalry (Compagnie L) : Cpt David R. Sparks

| Division                                | Brigade                                    | Régiments et autres |
| --------------------------------------- | ------------------------------------------ | --- |
| Neuvième division BG Peter J. Osterhaus | Première brigade BG Theophilus T. Garrard  | - 118th Illinois : Col John G. Fonda - 49th Indiana : Col James Keigwin - 69th Indiana : Col Thomas W. Bennett - 7th Kentucky : Ltc John Lucas                                                                                 |
| Neuvième division BG Peter J. Osterhaus | Dix-septième brigade Col Daniel W. Lindsey | - 22nd Kentucky : Ltc George W. Monroe - 16th Ohio : Cpt Eli W. Botsford - 42nd Ohio : Maj Frederick A. Williams - 114th Ohio : Col John Cradlebaugh                                                                           |
| Neuvième division BG Peter J. Osterhaus | Artillerie                                 | - Battery G, 1st Michigan Light Artillery : Cpt Charles H. Lamphere - 1st Wisconsin Light Artillery : Lt Charles B. Kimball |
| Neuvième division BG Peter J. Osterhaus | Cavalrie                                   | - 3rd Illinois Cavalry (compagnies A, E, & K) : Cpt John L. Campbell |
| Dixième division BG Andrew J. Smith     | Première brigade BG Stephen G. Burbridge   | - 16th Indiana : Col Thomas J. Lucas - 67th Indiana : Ltc Theodore E. Buehler - 83rd Ohio : Col Frederick W. Moore - 23rd Wisconsin : Col Joshua J. Guppey                                                                     |
| Dixième division BG Andrew J. Smith     | Deuxième brigade Col William J. Landram    | - 77th Illinois : Col David P. Grier - 97th Illinois : Col Friend S. Rutherford - 108th Illinois : Ltc Charles Turner - 130th Illinois : Col Nathaniel Niles - 19th Kentucky : Ltc John Cowan - 48th Ohio : Ltc Job R. Parker  |
| Dixième division BG Andrew J. Smith     | Artillerie                                 | - Chicago Mercantile Battery, Illinois Light Artillery : Cpt Patrick H. White - 17th Ohio Light Artillery : Cpt Ambrose A. Blount                                                                                              |
| Dixième division BG Andrew J. Smith     | Cavalerie                                  | - 4th Indiana Cavalry (compagnie C) : Cpt Andrew P. Gallagher |
| Douzième division BG Alvin P. Hovey     | Première brigade BG George F. McGinnis     | - 11th Indiana : Col Daniel Macauley (b), Ltc William W. Darnell - 24th Indiana : Col William T. Spicely - 34th Indiana : Maj Robert B. Jones - 46th Indiana : Col Thomas H. Bringhurst - 29th Wisconsin : Col Charles R. Gill |
| Douzième division BG Alvin P. Hovey     | Deuxième brigade Col James R. Slack        | - 47th Indiana : Ltc John A. McLaughlin - 24th Iowa : Col Eber C. Byam - 28th Iowa : Col John Connell - 56th Ohio : Ltc William H. Raynor                                                                                      |
| Douzième division BG Alvin P. Hovey     | Artillerie                                 | - 2nd Ohio Battery : Lt Augustus Beach - 16th Ohio Battery : Cpt James A. Mitchell (mb), Lt Russell P. Twist - Battery A, 1st Missouri Light Artillery : Cpt George W. Schofield                                               |
| Douzième division BG Alvin P. Hovey     | Cavalerie                                  | - 1st Indiana Cavalry (compagnie C) : Lt James L. Carey |
| Quatorzième division BG Eugene A. Carr  | Première brigade BG William P. Benton      | - 33rd Illinois : Col Charles E. Lippincott - 99th Illinois : Col George W. K. Bailey - 8th Indiana : Col David Shunk - 18th Indiana : Col Henry D. Washburn                                                                   |
| Quatorzième division BG Eugene A. Carr  | Deuxième brigade BG Michael K. Lawler      | - 21st Iowa : Col Samuel Merrill - 22nd Iowa : Col William M. Stone - 23rd Iowa : Col William H. Kinsman - 11th Wisconsin : Col Charles L. Harris                                                                              |
| Quatorzième division BG Eugene A. Carr  | Artillerie                                 | - Battery A, 2nd Illinois Light Artillery (4 canons) : Lt Frank B. Fenton - 1st Indiana Light Artillery : Cpt Martin Klauss |
| Quatorzième division BG Eugene A. Carr  | Unités non affectées                       | - 2nd Illinois Cavalry (7 compagnies) : Ltc Daniel B. Bush, Jr. - 6th Missouri Cavalry (7 compagnies) : Col Clark Wright - Kentucky Engineers & Mechanics : Cpt William F. Patterson                                           |

### XVe corps
MG William T. Sherman
| Division                                                                 | Brigade                                 | Régiments et autres |
| ------------------------------------------------------------------------ | --------------------------------------- | --- |
| Deuxième division [affecté au XIIIe corps] MG Francis Preston Blair, Jr. | Première brigade Col Giles A. Smith     | - 113th Illinois : Col George B. Hoge - 116th Illinois : Col Nathan W. Tupper - 6th Missouri : Ltc Ira Boutell - 8th Missouri : Ltc David C. Coleman - 13th U.S. Infantry, 1st Battalion : Cpt E. Washington |
| Deuxième division [affecté au XIIIe corps] MG Francis Preston Blair, Jr. | Deuxième brigade Col Thomas Kilby Smith | - 55th Illinois : Col Oscar Malmborg - 127th Illinois : Col Hamilton N. Eldridge - 83rd Indiana : Col Benjamin J. Spooner - 54th Ohio : Ltc Cyrus W. Fisher - 57th Ohio : Col Americus V. Rice               |
| Deuxième division [affecté au XIIIe corps] MG Francis Preston Blair, Jr. | Artillerie                              | - Battery A, 1st Illinois Light Artillery : Cpt Peter P. Wood - Battery B, 1st Illinois Light Artillery : Cpt Samuel E. Barrett                                                                              |

### XVIIe corps
MG James B. McPherson
Bataillon de cavalerie provisoire : Cpt John S. Foster
- 2nd Illinois Cavalry (compagnies A & B) : Lt W. B. Cummins
- 4th Missouri Cavalry (compagnie F) : Lt A. Mueller
- 4th Independant Company Ohio Cavalry : Cpt John S. Foster

| Division                                                      | Brigade                                    | Régiments et autres |
| ------------------------------------------------------------- | ------------------------------------------ | --- |
| Troisième division MG John A. Logan                           | Première brigade BG John E. Smith          | - 20th Illinois : Maj Daniel Bradley - 31st Illinois : Ltc John D. Reese - 45th Illinois : Col Jasper A. Maltby - 124th Illinois : Col Thomas J. Sloan - 23rd Indiana : Ltc William P. Davis                                                                         |
| Troisième division MG John A. Logan                           | Deuxième brigade BG Mortimer D. Leggett    | - 30th Illinois : Ltc Warren Shedd - 20th Ohio : Col Manning F. Force - 68th Ohio : Ltc John S. Snook (†) - 78th Ohio : Ltc Greenbury F. Wiles |
| Troisième division MG John A. Logan                           | Troisième brigade BG John Dunlap Stevenson | - 8th Illinois : Ltc Robert H. Sturgess - 81st Illinois : Col James J. Dollins - 7th Missouri : Cpt Robert Buchanan - 32nd Ohio : Col Benjamin F. Potts |
| Troisième division MG John A. Logan                           | Artillerie                                 | - Battery D, 1st Illinois Light Artillery (4 canons): Cpt Henry A. Rogers - Battery L, 2nd Illinois Light Artillery (4 canons) : Cpt William H. Bolton - Battery H, 1st Michigan Light Artillery : Cpt Samuel De Golyer - 3rd Ohio Battery : Cpt William S. Williams |
| Septième division BG Marcellus M. Crocker; BG Isaac F. Quinby | Première brigade Col John B. Sanborn       | - 48th Indiana : Col Norman Eddy - 59th Indiana : Col Jesse I. Alexander - 4th Minnesota : Ltc John E. Tourtellotte - 18th Wisconsin : Col Gabriel Bouck |
| Septième division BG Marcellus M. Crocker; BG Isaac F. Quinby | Deuxième brigade Col Samuel A. Holmes      | - 17th Iowa : Col David B. Hillis - 10th Missouri : Ltc Leonidas Horney (†), Maj Francis C. Deimling - 24th Missouri (compagnie E) : Lt Vincent Chalefoux |
| Septième division BG Marcellus M. Crocker; BG Isaac F. Quinby | Troisième brigade Col George B. Boomer     | - 93rd Illinois : Col. Holden Putnam - 5th Iowa : Ltc Ezekiel S. Sampson - 10th Iowa : Col William E. Small - 26th Missouri : Maj Charles F. Brown |
| Septième division BG Marcellus M. Crocker; BG Isaac F. Quinby | Artillerie Cpt Frank C. Sands              | - Compagnie M, 1st Missouri Light Artillery : Lt Junius G. W. McMurray - 11th Ohio Battery : Lt Fletcher E. Armstrong - 6th Wisconsin Light Artillery : Cpt Henry Dillon - 12th Wisconsin Light Artillery (4 canons) : Cpt William Zickerick                         |